# 莫日地区博普雷欧
莫日地区博普雷欧（法語：Beaupréau-en-Mauges，法語發音：[bopʁ(e)o ɑ̃ moʒ] ⓘ）是法国曼恩-卢瓦尔省的一个市镇，位于该省西南部，属于绍莱区。

## 地名
莫日（Mauges）是法国的一个传统地区，对应今曼恩-卢瓦尔省西南部。博普雷欧（Beaupréau）则是该市镇的前身及主体。

## 历史
莫日地区博普雷欧成立于2015年12月15日，由以下10个市镇合并而成：
- 昂德勒泽（Andrezé）
- 博普雷欧（Beaupréau）
- 拉沙佩勒迪热内（La Chapelle-du-Genêt）
- 热斯泰（Gesté）
- 雅莱
- 拉瑞博迪耶尔（La Jubaudière）
- 莫日地区勒潘（Le Pin-en-Mauges）
- 拉普瓦特维尼耶尔（La Poitevinière）
- 莫日地区圣菲尔贝（Saint-Philbert-en-Mauges）
- 维勒迪约-拉布卢埃尔（Villedieu-la-Blouère）

其中政府驻地为博普雷欧。

## 地理
莫日地区博普雷欧（47°12'7"N, 0°59'37"W）面积230.45 平方千米，位于法国卢瓦尔河地区大区曼恩-卢瓦尔省，该省份为法国西部内陆省份，大致对应安茹地区，北起顺时针与马耶讷省、萨尔特省、安德尔-卢瓦尔省、维埃纳省、德塞夫勒省、旺代省、大西洋卢瓦尔省和伊勒-维莱讷省接壤。
与莫日地区博普雷欧接壤的市镇（或旧市镇、城区）包括：埃夫尔河畔蒙特勒沃、安茹地区舍米耶、塞夫勒穆瓦讷、莫日地区贝格罗勒、埃夫尔河畔勒迈、拉勒格里皮耶尔、特雷芒蒂讷。
莫日地区博普雷欧的时区为UTC+01:00、UTC+02:00（夏令时）。

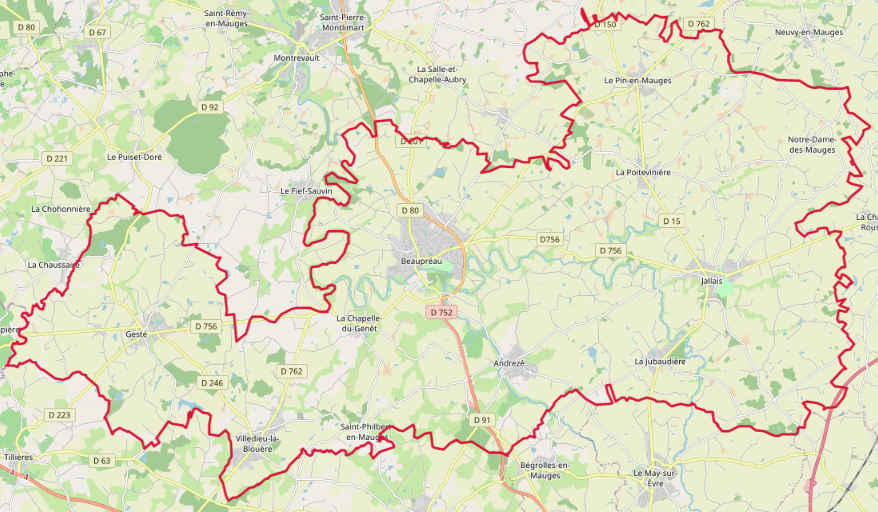
莫日地区博普雷欧的OSM定位图

## 行政
莫日地区博普雷欧的邮政编码为49450、49510、49600、49110，INSEE市镇编码为49023。

## 政治
莫日地区博普雷欧所属的省级选区为莫日地区博普雷欧县。

## 人口
莫日地区博普雷欧于2022年1月1日时的人口数量为23887人。